# Delinquent Habits
Delinquent Habits – amerykańska grupa hip-hopowa utworzona w Los Angeles w 1991 roku. Zespół jest znany ze względu na wyróżniający się styl w wykonywanym podgatunku latynoskiego hip-hopu.

## Dyskografia

### Albumy
- Delinquent Habits (1996)
- Here Come the Horns (1998)
- Merry-Go-Round (2000)
- Freedom Band (2003)
- Dos Mundos, Dos Lenguas (2005)
- New and Improved (2006)
- The Common Man (2009)
- It Could Be Round Two (2017)

### Single
- „Tres Delinquentes” – Delinquent Habits (1996)
- „Lower Eastside” – Delinquent Habits (1996)
- „This Is L.A.” – Here Come the Horns (1997)
- „Here Come the Horns” – Here Come the Horns (1998)
- „Western Ways, Part II (La Seleccion)” (feat. Big Pun & JuJu) – Here Come the Horns (1998)
- „Return of the Tres” – Merry-Go-Round (2001)
- „Feel Good” – Merry-Go-Round (2001)
- „California” (feat. Sen Dog) – It Could Be Round Two (2017)

### Wystąpienia gościnne
- „Cutie Pie” (Lina Santiago feat. Delinquent Habits) - Feels So Good (1996)
- „Get High” (Punto Rojo feat. Delinquent Habits) – Vibracion Exquisita (1998)
- „Mexican Hat Rap” (Hip-Hop Connect presents feat. Delinquent Habits) – Fade to Black (2004)
- „Life Play”" (DJ Payback Garcia feat. Delinquent Habits) – Brown Life, Vol. 2 (2004)
- „Colaborando” (El Chivo feat. Delinquent Habits) – Si Ladran No Muerden (2004)
- „Every Day” (DJ Payback Garcia feat. Delinquent Habits) – Cholos, Cholas y Pistolas (2005)
- „Yo Quiero” (DJ Payback Garcia feat. Delinquent Habits) – Hecho en Aztlan, Vol. 2 (2005)
- „Ninos de la Calle” (DJ Payback Garcia feat. Delinquent Habits) – Hecho en Aztlan, Vol. 2 (2005)
- „Push On” (Dyablo presents feat. Delinquent Habits) – Sangre Azteca, Vol. 1 (2006)
- „Would You Wanna” (DJ Payback Garcia feat. Delinquent Habits) – Aztec Souls, Vol. 2 (2006)
- „Mescalito” (The Superstar DJ's feat. Delinquent Habits) – Born Originals (2007)
- „Gläser in D'Luft” (Brandhärd feat. Delinquent Habits) – Brandrenalin (2007)
- „Wolf” (Mundartisten feat. Delinquent Habits) – M (2010)
- „Via Panam” (El Siete feat. Delinquent Habits) – Panamericana OST (2010)
- „Look Your Best” (1FIFTY1 feat. Delinquent Habits) – Lyrics Anonymous (2010)
- „Bad Love” (Skinny Fresh feat. Delinquent Habits) – Bad Love (2016)